# Cuneus (Militär)
Der Begriff cuneus (Keil oder keilförmige Schlachtordnung) bezeichnet eine Formation zum Durchbrechen der feindlichen Linie, die – an ihrer Front schmal beginnend – immer mehr an Breite zunahm. Auch einige Numeri der römischen Armee, die im dritten Jahrhundert aus friesischen Söldnern rekrutiert und in Britannien eingesetzt wurden, bezeichnete man nicht als numeri sondern als cunei. Das Wort leitet sich aus der lateinischen Wortfamilie cuneatus/cuneolus/cuneus ab.

## Kampfformation
Schon die Griechen bedienten sich des cuneus – dort ἔμβολος (émbolos) genannt –, so beispielsweise der Feldherr Epaminondas in den Schlachten von Leuktra und Mantineia. Auch Gallier, Germanen und Hispanier wandten diese Art von Formation an, die die römischen Soldaten auch caput porcinum (Eberkopf) nannten. Für Seegefechte trainierte man solche Manöver ebenfalls.
Der cuneus war vermutlich die von der Infanterie der Spätantike bevorzugt angewendete Aufstellung für einen Angriff. Er wurde wohl von den Germanenstämmen in die Römische Armee übernommen. Die Formation wird beim römischen Militärchronisten Flavius Vegetius Renatus als
„… eine Masse von Fußsoldaten, in geschlossener Ordnung, sehr eng in der Front, breit in den Reihen die sich stetig vorwärtsschiebt und so den Feind zermalmt…“,
beschrieben. In den nachfolgenden Jahrhunderten wendeten ihn auch die Wikinger an, die dafür den gleichen Namen – svynfylking/Schweinestellung - benutzten. Eine Überlieferung aus dem Frühmittelalter nennt die Aufstellungsordnung: zwei Kämpfer für die Spitze, drei in der zweiten und fünf in der dritten Reihe.

## Schlachtaufstellung und Taktik
Eine Dreiecksformation bot den Vorteil, ein dichtes Wurfgeschossfeuer entweder nach allen Seiten oder auf einen einzelnen Punkt aufrechtzuerhalten. Auch die Skythen und andere mit Wurfspeeren bewaffnete Reitervölker wendeten diese Formation mit ihrem Anführer an der Spitze an, da so schnelle Wendemanöver ohne vorherigen Drill möglich waren. Dies veranlasste Vegetius zur Auffassung, dass ein cuneus die feindliche Reihe einfach durchsticht, indem er ihr Wurfgeschossfeuer auf einen einzelnen Punkt der feindlichen Linie konzentriert. Der cuneus nach germanischer und römischer Art war aber wohl nicht nur aus diesen Gründen entwickelt worden. Er diente auch dazu, einen entschlossenen Schlag durch den Kampf Mann gegen Mann auf die Schlachtlinie des Feindes durchzuführen, um so rasch durchzubrechen. Die Abwehrtaktik des von einem cuneus angegriffenen Feindes bestand für gewöhnlich darin, mit seiner Linie ein „V“ zu bilden (forceps, Zange) um den Keil beim Aufeinandertreffen darin aufzunehmen und zu umschließen.

## Form
Die Dreiecksformation sollte verhindern, dass Vorkämpfer der ersten Linie vom Feind gleich zu Beginn des Kampfes ausgeschaltet wurden, bevor sie überhaupt noch die feindlichen Linien erreichten (vgl. hierzu auch Verlorener Haufen). Wenn sie auf den Feind trafen, mussten sie diesen naturgemäß auch ganz alleine bekämpfen und waren damit sicher auch massivem Flankenfeuer ausgesetzt gewesen. Sie würden zunächst dabei auch nur wenig Unterstützung von ihren eigenen Leuten erhalten, die aufgrund der keilförmigen Formation noch hinter ihnen zurückgeblieben waren. Wenn diese nicht rasch aufschlossen, waren die Männer der vordersten Front bald verloren. Es stellt sich daher die Frage, warum nicht gleich von Anfang an die Linienformation gewählt werden sollte. Hans Delbrück hat diese Problematik in folgenden Worten auf den Punkt gebracht:
„Keine Kampfformation eines taktischen Truppenkörpers erscheint alberner als diese Art von Keilformation! Eine Gruppe Männer, gleichgültig wie fest deren Zusammenhalt am Ende ist, bleibt eine Summe von Individuen, die und daran besteht kein Zweifel, sicher in einer Linie vorgeht, aber sie kann niemals wie ein geschärftes Eisenstück ihre Flanken ruckartig auf einen Punkt konzentrieren!“
Die tatsächliche Form eines cuneus kann aber noch aus anderen antiken Quellen erschlossen werden. Tacitus beschreibt in seinen Historien, dass diese Formation an allen Seiten dicht geschlossen, das heißt an den Flanken, ihrer Rückseite sowie an der Front abgesichert war. Der Strategikon des Maurikios liefert eine weitere Beschreibung. Diese besagt, dass die Germanen in gleichmäßigen und dichten Formationen angriffen. Daraus lässt sich schließen, dass ihre Angriffssäule dabei auch eine Art Dreieck gebildet haben könnte.
Nimmt man eine römische 400 Mann starke Auxiliareinheit als Beispiel, könnte sie mit ihrer Mannschaft einen 16 Mann tiefen und 25 Mann breiten cuneus bilden. Sobald die Männer in den hinteren Rängen ihre ersten Wurfspeersalven abschießen, fühlen sich die Männer ganz vorne und im Zentrum sicherer und wagen dadurch eher einen schnelleren Vorstoß gegen den Feind, sodass ihre Flanken automatisch ein wenig zurückfallen. Dies führt in weiterer Folge dazu, dass der cuneus dabei für kurze Zeit oder bis unmittelbar vor den Aufprall auf den Feind annähernd die Form eines Dreiecks angenommen haben könnte.
Vegetius und der Autor des strategikon empfehlen im Übrigen auch den Einsatz von Reserveeinheiten für den cuneus. Dies erscheint durchaus sinnvoll, wenn man ihn als reine Angriffsformation anwendet. Hat man eine enge Front, ist die Angriffssäule wesentlich manövrierfähiger und die Reihen in der Tiefe liefern anschließend die nötige Stoßenergie, um die gegnerische Schlachtreihe durch ihre Wucht zu durchbrechen oder dafür eine sich kurzzeitig öffnende Lücke in ihr auszunutzen.